# Maria Jadan
Maria Andreïevna Jadan (en russe : Мария Андреевна Жадан) est une ancienne joueuse de volley-ball russe née le 6 février 1983 à Moscou. Elle mesure 1,78 m et jouait au poste de passeuse. Elle a totalisé 12 sélections en équipe de Russie.

## Clubs
| Club                   | De        | À         |
| ---------------------- | --------- | --------- |
| MGFSO Moscou           | 2000-2001 | 2003-2004 |
| Dinamo Moscou          | 2004-2005 | 2006-2007 |
| Universitet Belgorod   | 2007-2008 | 2008-2009 |
| Zaretchie Odintsovo    | 2009-2010 | 2010-2011 |
| Omitchka Omsk          | 2011-2012 | 2011-2012 |
| Severstal Tcherepovets | 2012-2012 | 2012-2012 |
| Dinamo Moscou          | 2012-2013 | 2012-2013 |
| Fakel Novy Ourengoï    | 2013-2014 | 2013-2014 |

## Palmarès

### Équipe nationale
- Grand Prix mondial
  - Finaliste : 2009.

### Clubs
- Championnat de Russie
  - Vainqueur : 2006, 2007, 2010.
  - Finaliste : 2005, 2013.
- Coupe de Russie
  - Vainqueur : 2008.
  - Finaliste : 2009, 2012.
- Ligue des champions
  - Finaliste : 2007.
- Top Teams Cup
  - Finaliste : 2006.